# Frühlings-Spark
Der Frühlings-Spark (Spergula morisonii), auch Frühlings-Spörgel oder Frühlings-Spergel genannt, ist eine Pflanzenart aus der Gattung Spark (Spergula) innerhalb der Familie der Nelkengewächse (Caryophyllaceae).

## Beschreibung

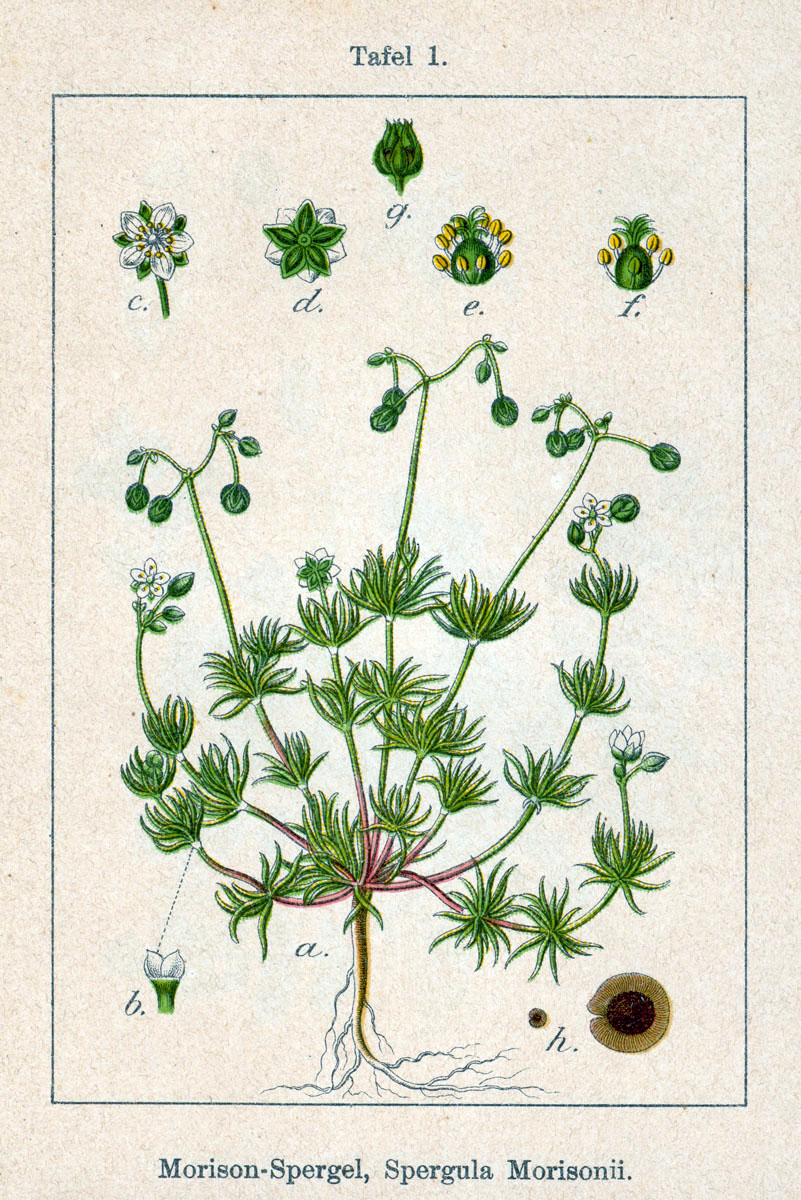
Illustration aus Sturm

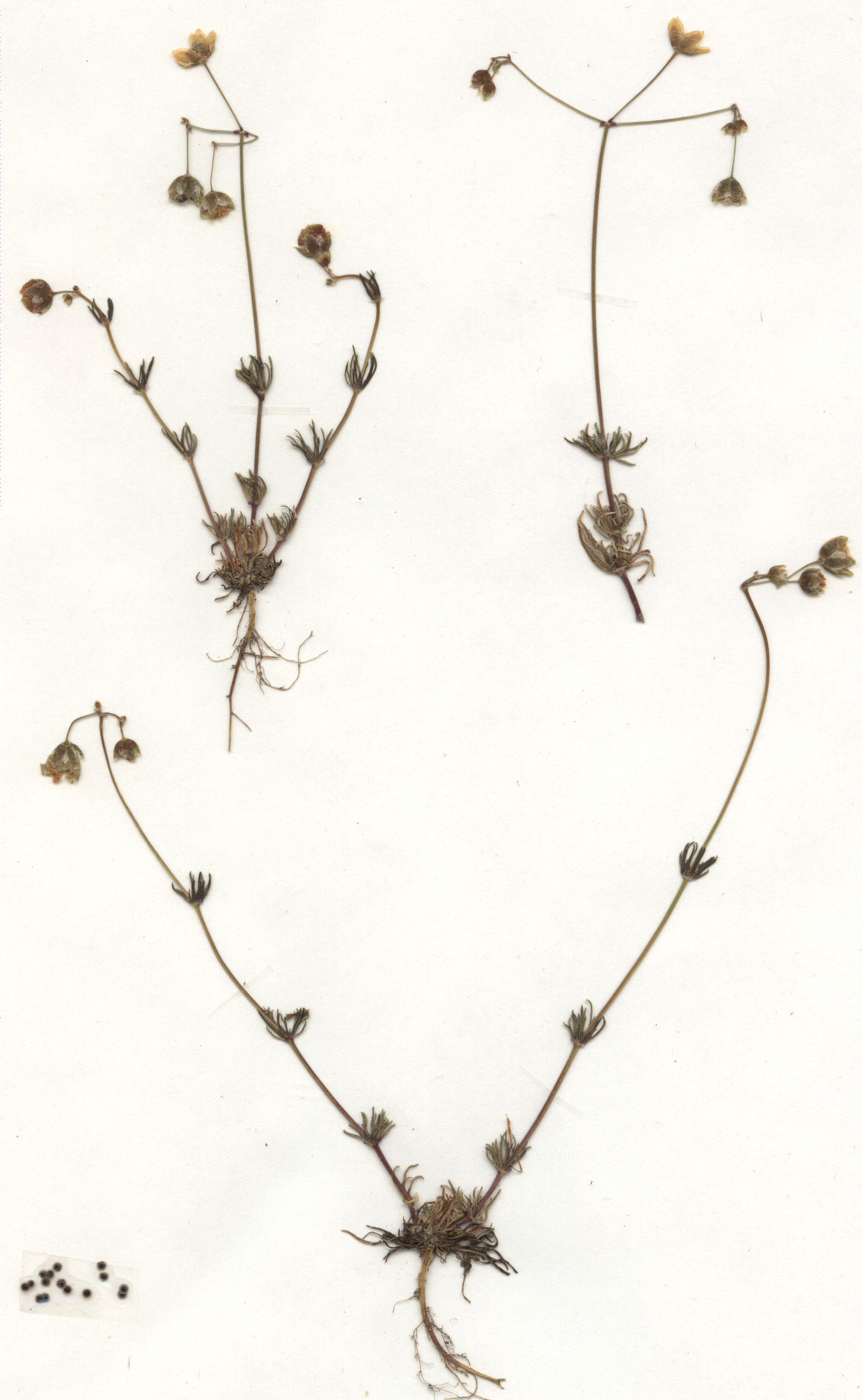
Herbarbeleg (Bitte keine Pflanzenteile aus Naturbeständen entnehmen!)

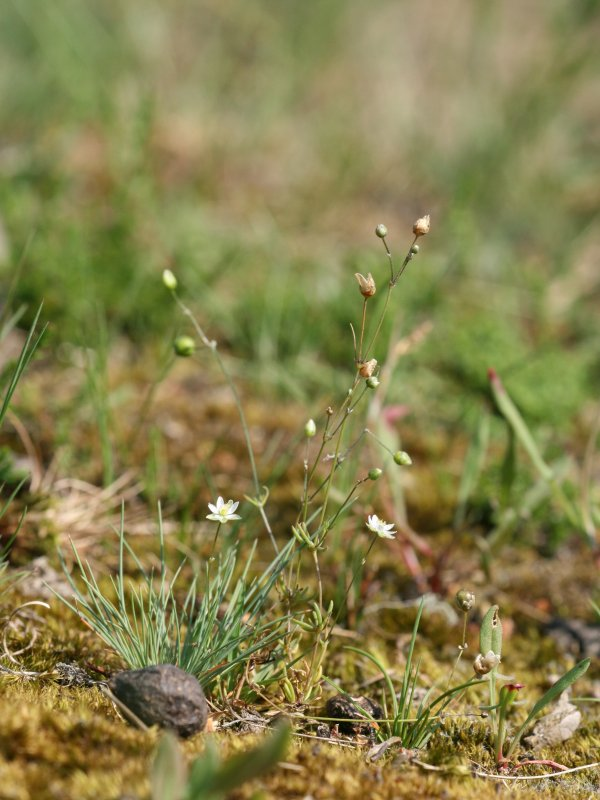
Habitus

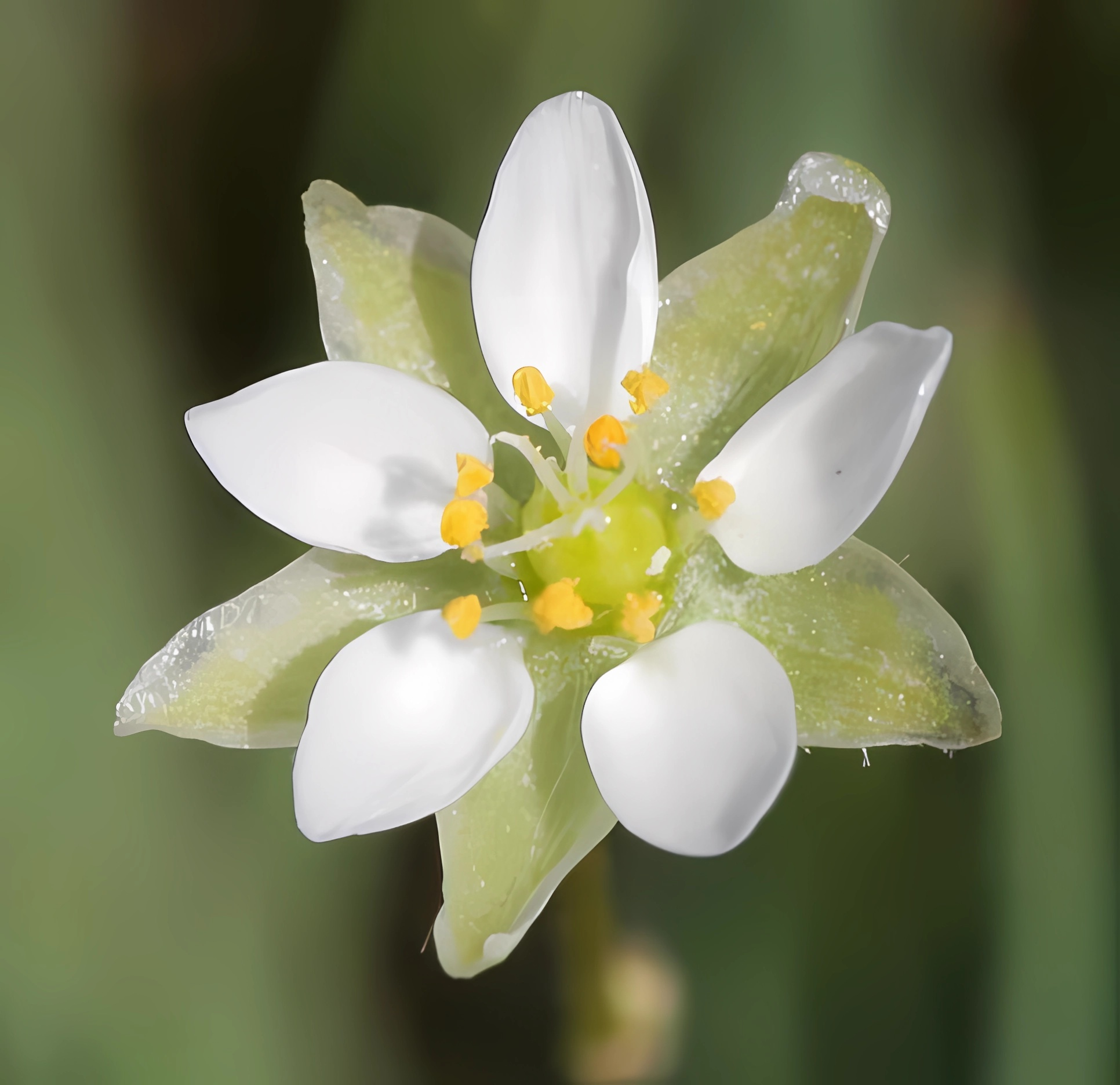
Radiärsymmetrische, fünfzählige Blüte im Detail

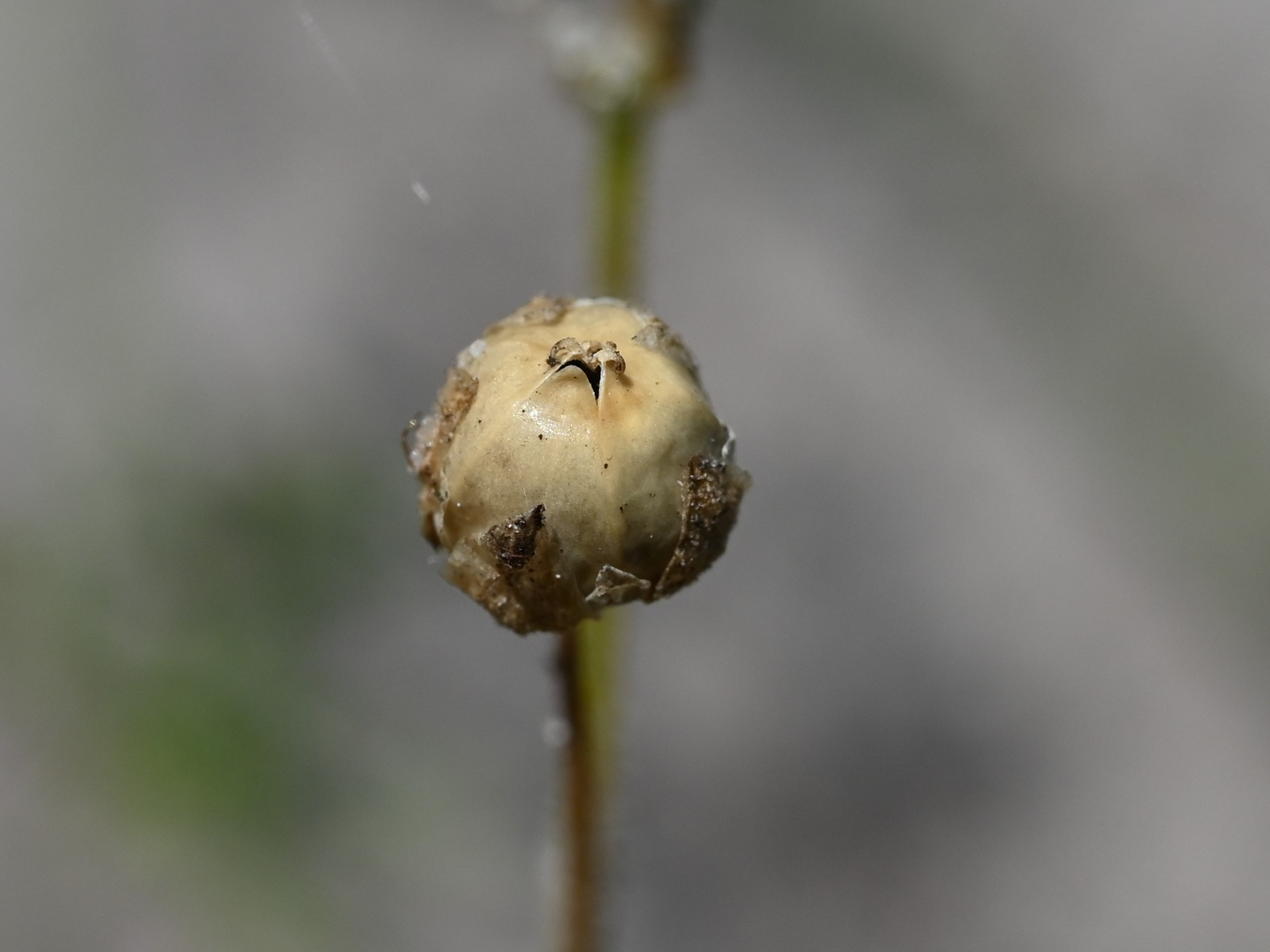
Kapselfrucht

### Erscheinungsbild und Blatt
Der Frühlings-Spark wächst als einjährige krautige Pflanze und erreicht Wuchshöhen von 3 bis 50 Zentimetern. Alle Pflanzenteile sind ziemlich kahl. Die Stängel sind einfach oder verzweigt.
Die gegenständigen und durch Kurztriebe scheinquirlig gebüschelt wirkenden Laubblätter sind viel kürzer als die Stängeltriebe. Die einfache Blattspreite ist linealisch-pfriemlich und die Blattunterseite besitzt keine Längsfurche. Die Nebenblätter sind sehr kurz.

### Generative Merkmale
Die Blütezeit reicht von April bis Juni. Die Blüten stehen in endständigen, lockeren Dichasien. Die Blütenstiele sind fast kahl, nach dem Verblühen abwärts und später wieder aufwärts gerichtet.
Die zwittrigen Blüten sind radiärsymmetrisch und fünfzählig mit doppelter Blütenhülle. Es sind fünf Kelchblätter vorhanden. Die äußeren Kelchblätter sind lanzettlich mit spitzem oberen Ende, die inneren eiförmig mit stumpfem oberen Ende, mit schmalem Hautrand und oft schwarz-rot überlaufen. Die fünf weißen Kronblätter sind eirund mit stumpflich gerundetem oberen Ende, decken sich gegenseitig bzw. berühren einander und sind meist etwas kürzer als die Kelchblätter. Es sind zehn, seltener auch sechs bis acht Staubblätter und fünf Griffel vorhanden.
Die Kapselfrucht ist etwa um die Hälfte länger als der Kelch und öffnet sich mit fünf, fast bis zum Grund getrennten, nach außen gebogenen Fruchtklappen.
Die Samen sind flach zusammengedrückt, etwa 0,4 Millimeter breit, am Rande feinpunktiert und besitzen einen Flügelrand. Der breite, strahlig-geriefte Flügelrand ist etwa halb so breit wie das Mittelfeld.

### Chromosomensatz
Die Chromosomengrundzahl beträgt x = 9; es liegt Diploidie vor mit einer Chromosomenzahl von 2n = 18.

## Ähnliche Arten
Der ähnliche Fünfmännige-Spark (Spergula pentandra) besitzt nur einen Kreis mit fünf Staubblättern und hat zugespitzte Kronblätter.

## Ökologie
Der Frühlings-Spark ist ein sommer- und winterannueller Therophyt. Er ist ein Flachwurzler. 
Es erfolgt meist Bestäubung durch Insekten; bei ausbleibender Fremdbestäubung erfolgt Selbstbestäubung Selbstbestäubung. Die Samen besitzen einen breiten Hautrand und werden durch den Wind ausgebreitet (Anemochorie).

## Vorkommen
Spergula morisonii ist von Südwesteuropa mit nördlichem Spanien sowie nördlichem Portugal und Norditalien bis nach Mitteleuropa und ins südliche Skandinavien verbreitet. Nach Osten reicht das Verbreitungsgebiet bis nach Rumänien und die Ukraine. Man findet ihn auch in Algerien und Tunesien.
In Österreich kommt er sehr selten vor und ist „vom Aussterben bedroht“; in der Schweiz fehlt er ganz.
Der Frühlings-Spark ist in den Sand- und Heidegebieten Norddeutschlands recht verbreitet und meist häufig. Nach Osten und Süden ist er nur noch zerstreut und vereinzelt zu finden und er fehlt vielerorts ganz.
Der Frühlings-Spark wächst in offenen Sandrasen, auf Flugsanddünen, Brachen und an Wegen. Er gedeiht am besten auf sommertrockenen, nährstoff- und basenarmen, sauren, humus- und feinerdearmen, lockeren Sandböden. Pflanzensoziologisch ist Spergula morisonii in Mitteleuropa eine Assoziationscharakterart des Spergulo-Corynephoretum aus dem Verband Corynephorion, kommt aber auch in Pflanzengesellschaften des Verbands Thero-Airion vor. Im Riesengebirge steigt er bis in eine Höhenlage von 1100 Meter auf.

## Taxonomie
Die Erstbeschreibung von Spergula morisonii erfolgte 1847 durch Alexandre Boreau in Revue Botanique; Recueil Mensuel, Band 2, Seite 424. Das Artepitheton morisonii ehrt den schottischen Botaniker Robert Morison (1620–1683). Ein Synonym für Spergula morisonii Boreau ist Spergula pentandra subsp. morisonii (Boreau) Čelak.